# Pfalz D.III
O Pfalz D.III foi um caça biplano alemão, utilizado pela Luftstreitkräfte durante a Primeira Guerra Mundial. O Pfalz D.III foi o primeiro grande projecto original da Pfalz Flugzeugwerke. Apesar de geralmente considerado inferior aos caças Albatros e Fokker seus contemporâneos, o D.III foi extensivamente utilizado pela Jagdstaffeln desde o outono de 1917 até ao verão de 1918, tendo continuado a servir como avião de treino até ao fim da guerra.